# DoDTechipedia

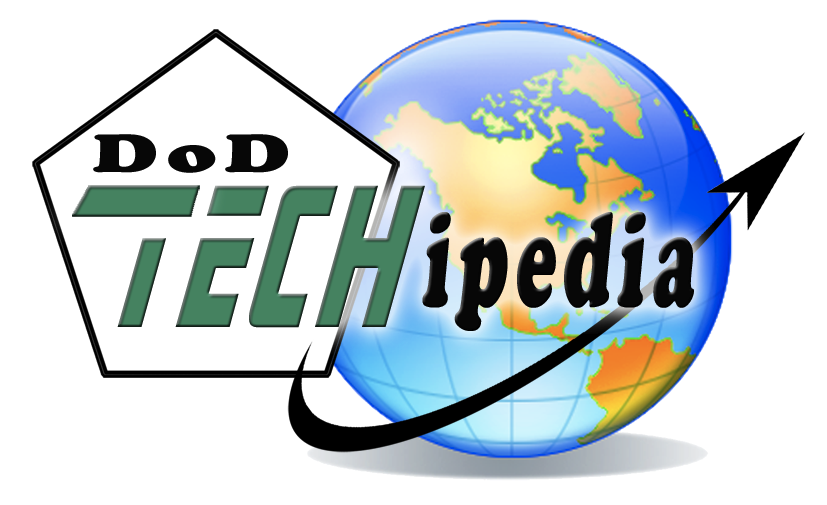
Логотип DoDTechipedia

DoDTechipedia — корпоративная вики-система, используемая в министерстве обороны США в целях повышения эффективности взаимодействия между различными группами сотрудников министерства, включая учёных, инженеров, руководителей программ и офицеров боевых подразделений. DoDTechipedia представляет собой постоянно пополняемую базу знаний, использование которой снижает дублирование действий и способствует взаимодействию между различными сферами деятельности министерства. В отличие от корпоративных вики-систем Государственного департамента (Диплопедия) и ФБР (Бюропедия), разработанных на MediaWiki, DoDTechipedia разработана на основе вики-движка Confluence.

## Создание

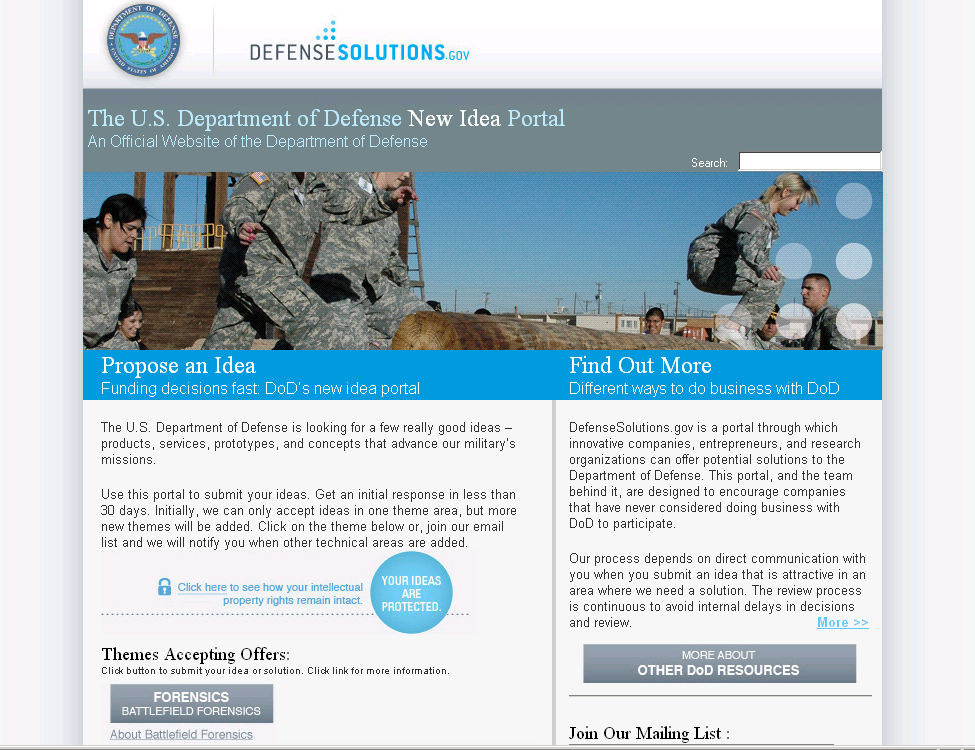
Портал DoDTechipedia (2009)

DoDTechipedia была запущена в эксплуатацию 1 октября 2008 года и изначально предназначена для повышения эффективности взаимодействия между различными группами сотрудников министерства, включая учёных, инженеров, руководителей программ и офицеров боевых подразделений. Основная цель системы состоит в том, чтобы сломать барьеры, препятствующие взаимодействию сотрудников различных подразделений министерства. Использование технологий Web 2.0, в частности, вики и блогов, позволяет пользователям DoDTechipedia видеть и обсуждать инновационные технологии, разрабатываемые в министерстве, академических кругах и в частном секторе. Это ведёт к более быстрому развитию технологий и внедрению инновационных решений в интересах министерства.
Разработкой, поддержанием и управлением DoDTechipedia руководят подразделения, подчинённые заместителю министра обороны США по закупкам, технологиям и логистике, заместителю министра обороны США по исследованиям, CIO министерства обороны США и Техническому информационному  центру.

## Практики сообщества пользователей

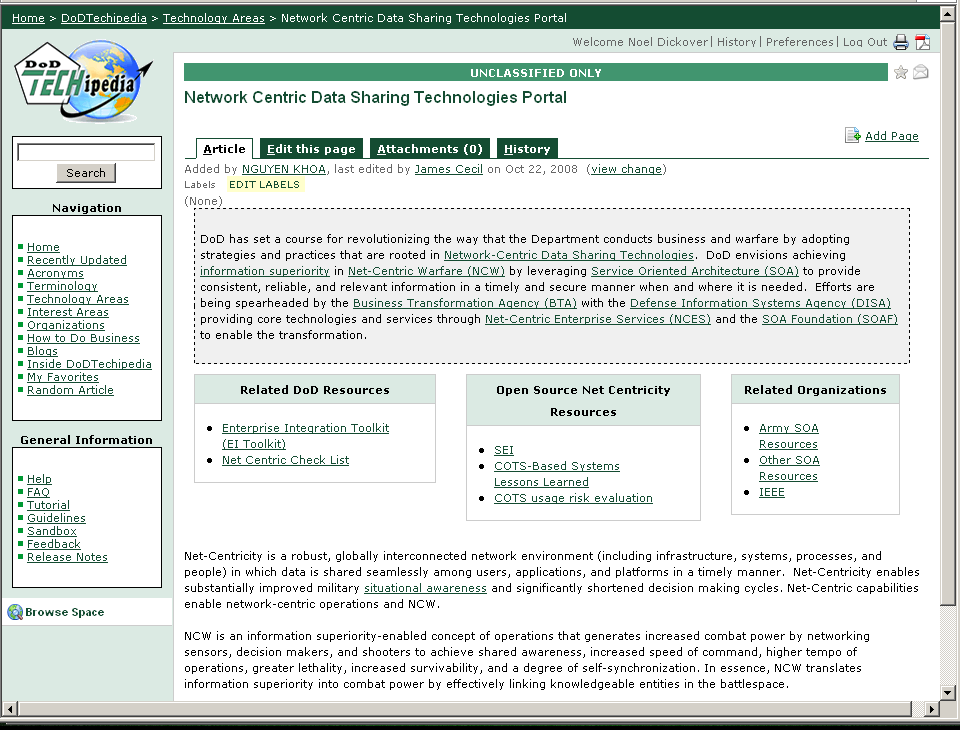
Пример скриншота интерфейса DoDTechipedia (2009)

DoDTechipedia располагает репозиторием интерактивных статей, созданных пользователями, доступ к которому ограничен. Пользователи этой вики-системы могут осуществлять редактирование контента, добавление вложений, создание дополнительных страниц, размещение дискуссионных площадок и просмотр истории изменений. Обсуждение может быть начато непосредственно на странице путём добавления шаблона обсуждения в конце статьи. В рамках дискуссии на странице все пользователи могут обмениваться сообщениями и получать обратную связь.
Военные и гражданские служащие, а также подрядчики министерства с помощью карт доступа (англ. Common Access Cards, CAC) могут осуществить быструю регистрацию и в дальнейшем получать доступ к DoDTechipedia, используя свои карточки. Другие сотрудники федерального правительства США и подрядчики могут получить доступ к DoDTechipedia после регистрации DTICs Registration.
DoDTechipedia также поддерживает блоги, с категоризацией их по технологическим сферам. Блоги предназначены для того, чтобы быть центром неформального обмена информацией между пользователями, при этом не только пользователи DoDTechipedia могут поделиться своими мыслями, в обмене идеями могут участвовать представители других социальных сетей. Блоги DoDTechipedia контролируются владельцами блогов, регулярно публикующими свои сообщения, и DoDTechipedia постоянно расширяет круг своих блогеров.